# Maria Vásquez
Tarantula, il cui vero nome è Maria Vasquez, è un personaggio dei fumetti pubblicato dalla Marvel Comics. È la quarta persona ad adottare l'identità di Tarantula.

## Biografia del personaggio
Sua sorella morì nell'incidente di Stamford, che causò l'inizio di Civil War.
Maria decise di diventare un'eroina per vendicare la sua morte, ritenendo gli eroi che si opponevano alla registrazione e i criminali colpevoli. Questo però andò contro la volontà del padre che le disse che era meglio che usasse la sua intelligenza per diventare un dottore o un avvocato.
Il padre venne ucciso da dei ninja, Maria ispirata da un membro degli Eroi in vendita, Riccadonna, entrò nel clan dei ninja e li uccise tutti da sola.

## Poteri e abilità
- Esperta di arti marziali
- Lame avvelenate nel costume, uzi